# Сарек (національний парк)
Національний парк Сарек (Sareks nationalpark) — одна з найстаріших пам'яток Європи, яка розташована у провінції Лапландія (ландскап) на півночі Швеції.

## Загальна інформація
- Рік заснування — 1909
- Площа — 1. 970 квадратних кілометрів
- Форма парку — коло діаметром 50 кілометрів
- Межує з національними парками Падьєланта та Стура-Шефаллет
- 1996 рік — парк включено до списку об'єктів Світової спадщини ЮНЕСКО
- Організація, що опікується парком — Шведське Агентство з охорони довкілля (швед. Naturvårdsverket)

## Природні особливості парку
Район, у якому розташовується Сарек — один із найвологіших у країні, що робить піші прогулянки залежними від погодних умов. Тут дуже часто йдуть дощі.
Високогірний нівально-гляціальний рельєф із химерними скалами, каровими озерами, моренами, троговими долинами.
До суворих умов парку пристосувалися такі тварини: лось, рись, олень, косуля, вивірка звичайна, заєць. У прозорій воді річок розводяться форель і харіус. Для їхнього вилову потрібна спеціальна ліцензія.

## Визначні місця парку
Гордість парку — 8 гірських вершин, висота яких перевищує 2000 метрів. Одна з них — Сарекчокко, за висотою ця гора є другою горою Швеції після Кебнекайсе й шостою на Скандинавському півострові.
На території парку нараховується близько 100 льодовиків.
Цікавим місцем є територія старої обсерваторії, яка створена на висоті 1800 метрів на початку ХХ століття Акселем Гамбергем. Сьогодні обсерваторія — це декілька іржавих металевих конструкцій химерної форми.

## Особливості туризму
Парк — територія дикої природи. Тут немає туристичної інфраструктури, немає розмічених стежок, ні мостів через річки, схожі на бурхливі потоки. Але Сарек залишається найпопулярнішим місцем для туристів і альпіністів.
Для бажаючих «долучитися» до світу гірського туризму розроблені одноденні маршрути з Квіккйокка. Серед них: підйом на гору Снйерак (Snjerak) по розміченій стежці (7 км): березовий гай, гори, звідки відкриваються дивовижні пейзажі на дельту річки Квіккйокк і на вершини Сарек. Наступний маршрут із Квіккйокка: підйом по розміченій стежці на священну гору саамів Намач (Namatj).